# Impacto ambiental da produção de cacau
O impacto ambiental da produção de cacau inclui desmatamento, contaminação do solo e resistência a herbicidas. A maioria das quintas de cacau atualmente está localizada na Costa do Marfim e no Gana.

## Contexto
Os grãos de cacau são um item de consumo de alta procura em todo o mundo. Eles são usados em produtos como chocolate, barras de chocolate, bebidas e cacau em pó. Entretanto, o cultivo do cacau e a produção de grãos de cacau são processos extremamente frágeis e que exigem muita mão de obra . As árvores do cacau também são chamadas de cacaueiros. O processo começa com uma planta de cacau, ou Theobroma cacao, na qual os grãos são extraídos de vagens que crescem diretamente nos galhos das árvores de cacau. Cada vagem contém aproximadamente 30 a 50 grãos. Após a extração dos grãos, eles devem passar por um demorado processo de fermentação e secagem natural. O processo de cultivo do cacau pode causar danos ao meio ambiente dependendo das práticas do agricultor, além de ser limitado pelo próprio ambiente. As alterações climáticas globais, por exemplo, causam períodos de seca mais longos, tornando mais difícil para os agricultores plantar e manter novas árvores de cacau. A maior parte do impacto ambiental vem das emissões de dióxido de carbono.

## Processo de cultivo

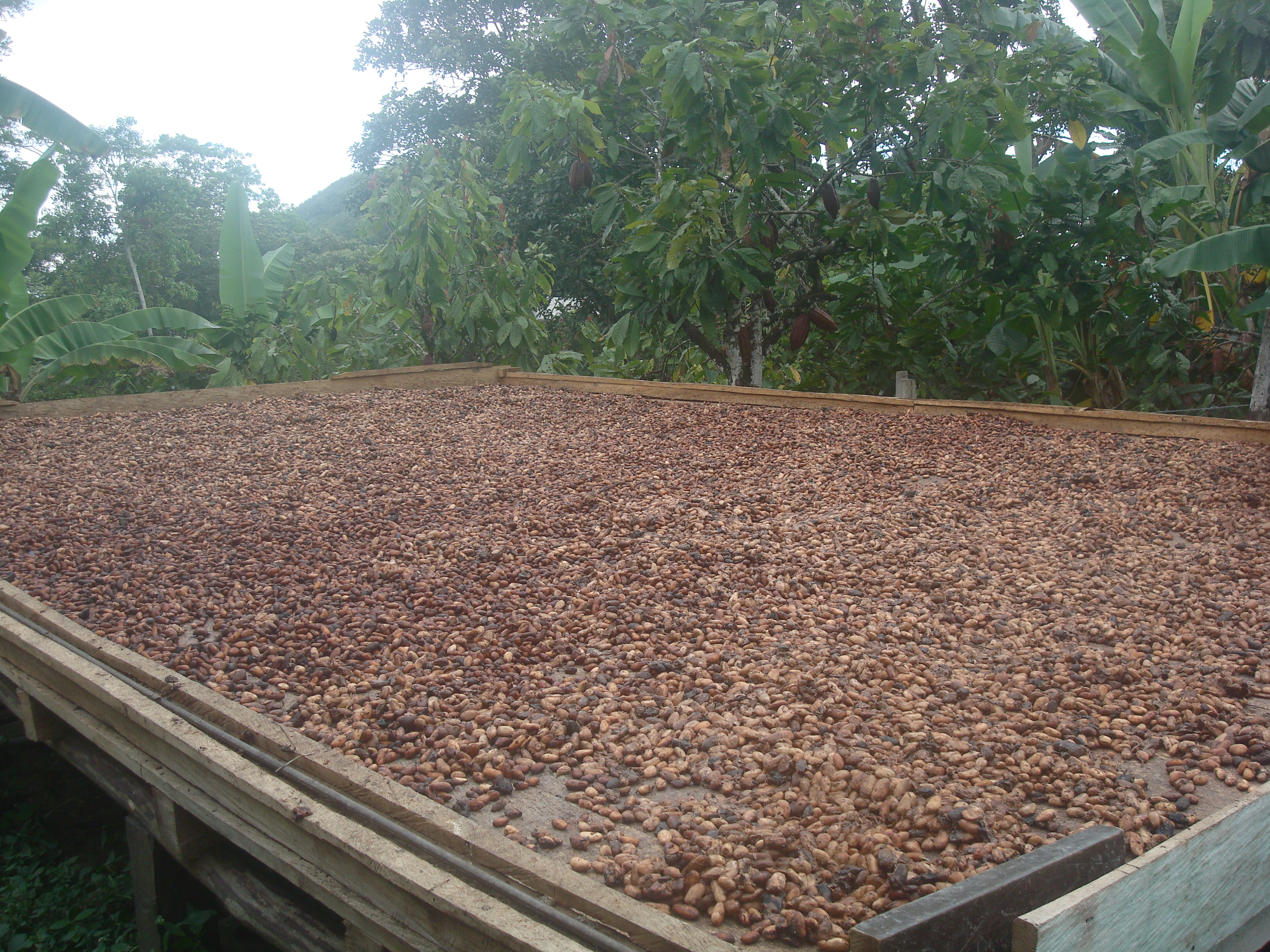
Secagem de grãos de cacau em Cunday, Colômbia.

O cultivo de cacau só pode ocorrer 15 graus a norte ou a sul do Equador. Pode levar aproximadamente três anos após o plantio para que as árvores sejam frutíferas o suficiente para a colheita das vagens. As vagens de cacau são polinizadas por pequenas moscas chamadas mosquitos. Os frutos maduros do cacau, de cor amarela, são então cortados das árvores com um machete. O uso de um machete dessa forma, denominado tecnologia de machete, evita a propagação de doenças entre os frutos do cacau e, assim, diminui a necessidade de pesticidas. As vagens podem estar muito baixas nos galhos e facilmente acessíveis ou mais altas em galhos grossos. Depois de colhidas, eles são cortadas e os grãos de cacau são extraídos das vagens. Os grãos são então espalhados, geralmente entre folhas de bananeira, por vários dias para fermentar. Em seguida, as sementes são colocadas no sol para secar por mais alguns dias. Após a secagem, elas são recolhidos, colocadas em sacos e levadas aos postos de coleta. De lá, elas são enviados para todo o mundo para serem processadas em produtos finais.

## Impactos ambientais

### Cacau cultivado ao sol
As quintas de cacau são geralmente empresas muito pequenas, de propriedade e administração familiar. Existem aproximadamente 4,5 milhões de quintas de cacau no mundo. A maioria das quintas de cacau está localizada na Costa do Marfim e no Gana. No Gana, o cacau contribui com 64% de todas as exportações. As quintas tradicionais de cacau são plantadas na sombra, entre outras culturas e árvores. Eles são encontrados especialmente em áreas de floresta tropical. O cultivo de grãos de cacau é um processo longo e muitos fatores podem afetar o rendimento da quinta.
A produção de cacau nas quintas tem dificuldade para atender à crescente procura por chocolate. Estima-se que a procura por chocolate irá duplicar até ao ano de 2050. Os agricultores mudaram para práticas insustentáveis e menos conscientes do ponto de vista ambiental para satisfazer estas exigências. Cerca de 90% do cacau cultivado em todo o mundo é produzido em pequenas explorações familiares. Os preços do cacau são tão baixos que os agricultores têm de se concentrar em aumentar os seus rendimentos e ganhar mais dinheiro com as suas parcelas de terra relativamente pequenas. Isto leva à intensificação do uso da terra, ao crescimento ao sol e ao uso de trabalho infantil.
Alguns agricultores transferiram as suas colheitas da sombra para a luz solar direta. Esta prática produz uma quantidade maior num curto período e com qualidade inferior. As árvores de cacau sem sombra tendem a acumular mais ervas daninhas e também a ser mais suscetíveis a doenças como a vassoura de bruxa e a podridão da vagem. Se as culturas começarem a acumular pragas, os agricultores usam grandes quantidades de herbicidas para livrar as culturas dessas pragas. Os herbicidas utilizados danificam a terra e a saúde dos pulverizadores que aplicam o herbicida. A pulverização excessiva de pesticidas também pode fazer com que as ervas daninhas e os insetos desenvolvam resistência, o que acabará por causar mais danos às colheitas. O cultivo do cacau ao sol pode exigir a limpeza do dossel e do sub-bosque, o que contribui para o desmatamento e a perda de habitat.

## Desflorestação
A cultura do cacau também contribui para a desflorestação das florestas tropicais e das florestas primárias. Ao desmatar estas florestas, os agricultores diminuem a biodiversidade e as interações entre os muitos organismos diferentes que vivem naturalmente na área. Muitos habitats de vida selvagem são destruídos e a diversidade de espécies de plantas é drasticamente reduzida. Os  nutrientes começam a lixiviar do solo devido à irrigação deficiente e à proteção inadequada do solo, o que pode aumentar a erosão do solo. Quanto mais intensas são as práticas agrícolas, mais prejudiciais são para o ecossistema. O cultivo do cacau torna-se um ciclo destrutivo à medida que os agricultores desgastam os solos e avançam mais na floresta para obter novas terras. Todos estes processos causam stress às árvores de cacau e resultam em rendimentos mais baixos, dando o efeito oposto ao que os agricultores esperam destas práticas.
Algumas florestas no Gana e outros países produtores de cacau foram declaradas protegidas pelo governo após a destruição da floresta tropical. Entretanto, com a escassez de terras frescas para plantar cacaueiros, alguns agricultores estão a começar a cortar ilegalmente partes dessas florestas protegidas. Estimou-se que aproximadamente 50% destas florestas protegidas foram abatidas.
Em 13 de setembro de 2017, a ONG Mighty Earth divulgou um relatório documentando as conclusões de que a Cargill, a Olam International e a Barry Callebaut compram cacau cultivado ilegalmente em parques nacionais e outras florestas protegidas na Costa do Marfim para satisfazer a procura de grandes empresas de chocolate como a Mars, a Hershey's, a Nestlé, a Mondelez, a Lindt e a Ferrero.
O relatório acusou as empresas de colocarem em perigo os habitats florestais dos chimpanzés, dos elefantes e de muitas outras populações de vida selvagem, ao comprarem cacau associado à desflorestação. Como resultado da produção de cacau, 7 das 23 áreas protegidas da Costa do Marfim foram quase totalmente convertidas para o cultivo de cacau. A Cargill, a Olam International e a Barry Callebaut foram notificadas das descobertas da investigação da Mighty Earth e não negaram que a empresa obtinha o seu cacau de áreas protegidas na Costa do Marfim.

## Soluções propostas
Por meio de grupos e programas como a World Cocoa Foundation, Rainforest Alliance, Roundtable for a Sustainable Cocoa Economy e atividades de ONGs regionais como Conservation Alliance, IITA e Solidaridad, a agricultura de cacau pode retornar às suas raízes sustentáveis por meio de programas educacionais e ajudar a encontrar recursos ecologicamente e economicamente sólidos para promover sua agricultura. Como último recurso, alguns programas ajudarão os agricultores a ter acesso a produtos de controle de pragas, como biocidas, como alternativa aos pesticidas nocivos usados. Outros programas promovem a irrigação adequada, a compostagem, o manejo adequado do solo e a interplantação, ou seja, o plantio de outras árvores e frutas nas terras ao redor dos cacaueiros. Alguns agricultores queimam vagens velhas e fermentadas e colocam-nas de volta no solo como forma de compostagem e fertilizante. Para interromper o processo de desmatamento, sugere-se que os agricultores replantem as suas terras atuais usando as práticas mencionadas anteriormente.

### Cacau cultivado à sombra
Os frutos do cacau evoluíram para crescer na sombra de uma floresta tropical com alta biodiversidade. Foi sugerido que os produtores de cacau regressem aos métodos originais e naturais de cultivo, plantando dentro da cobertura natural de árvores e sem cortar as árvores existentes. Quando uma área já foi desmatada, existe outra possibilidade. O plantio de árvores, especialmente árvores frutíferas ao redor e dentro da plantação, ajuda no crescimento das plantas de cacau. Estas árvores podem fornecer sombra às plantas de cacau e ser uma fonte de reposição de oxigénio para o ambiente. Além disso, plantar cacau sob árvores mais altas protege o cacau mais frágil da luz solar direta, o que aumenta muito a sua produtividade e torna o cacaueiro menos vulnerável a doenças. Outro benefício desse plantio companheiro é o aumento de habitats potenciais para pássaros e insetos. Se as árvores de sombra estiverem a dar frutos, isso também pode gerar rendimento adicional ao agricultor. Entretanto, simplificar esta cobertura de sombra pode ameaçar a biodiversidade. Portanto, manter a complexidade das estruturas de sombra é fundamental no combate às perdas de biodiversidade.
As árvores de sombra devolvem matéria orgânica ao solo através da queda de folhas e de galhos em decomposição. A sombra fornecida por essas árvores também ajuda a manter o solo húmido nas estações secas o que resulta em práticas de irrigação menos prejudiciais. As árvores de sombra aumentarão a quantidade de infiltração e retardarão a erosão do solo. Como a sombra inibe o crescimento de ervas daninhas, os agricultores conseguem usar menos ou até mesmo nenhum pesticida, o que pode diminuir a ocorrência de vassoura de bruxa nessas plantações. As plantas de cacau que crescem na sombra proporcionam ao ambiente mais biodiversidade, permitindo que as populações e habitats naturais floresçam. Finalmente, a sombra pode ser extremamente útil para manter e prolongar a produtividade das plantas de cacau antigas.